# Planinets
Planinets (bulgariska: Планинец) är ett distrikt i Bulgarien.   Det ligger i kommunen Obsjtina Ivajlovgrad och regionen Chaskovo, i den södra delen av landet, 250 km sydost om huvudstaden Sofia.
Omgivningarna runt Planinets är en mosaik av jordbruksmark och naturlig växtlighet. Runt Planinets är det glesbefolkat, med 9 invånare per kvadratkilometer.